# Luke Farritor
Luke Farritor (nacido 2001/2002) es un ingeniero de software estadounidense que actualmente trabaja en el Departamento de Eficiencia Gubernamental (DOGE).

## Primeros años de vida y educación
Luke es el hijo de Shane Farritor, profesor de la Universidad de Nebraska-Lincoln de Ravenna (Nebraska). Luke realizó prácticas en SpaceX en 2023. Ese año, ganó un premio de 40 000 dólares del Vesuvius Challenge por utilizar inteligencia artificial para descubrir diez letras de uno de los rollos de papiros herculanos. El programa de inteligencia artificial de Farritor segmentó imágenes del pergamino carbonizado en 100 píxeles por 100 píxeles para determinar los caracteres escritos con tinta. En febrero de 2024, Farritor y otros dos competidores con los que se había asociado ganaron el gran premio de $700 000 por revelar más de 2000 caracteres adicionales.
Estudió ciencias de la computación en la Universidad de Nebraska-Lincoln, antes de abandonar la carrera para convertirse en becario Thiel en 2024.

## Carrera
Fue designado para el Departamento de Eficiencia Gubernamental en 2025 y se encuentra entre un grupo de jóvenes de entre 19 y 24 años de la agencia. Actualmente posee una autorización de correo electrónico y de nivel A de la Administración de Servicios Generales (GSA por sus siglas en inglés), con acceso a todos los espacios físicos y sistemas de TI de la GSA, según Wired. También es ingeniero ejecutivo en la oficina del secretario de Salud y Servicios Humanos. CNN informó el 6 de febrero de 2025 que el secretario de Energía, Chris Wright, había otorgado ese día a Farritor acceso a los sistemas informáticos del departamento.